# 金頭阿南魚
金頭阿南魚，為輻鰭魚綱鱸形目隆頭魚亞目隆頭魚科的其中一種。

## 分布
本魚分布於夏威夷群島及中途島海域。

## 深度
水深12至139公尺。

## 特徵
本魚體長形，側扁。口小；唇稍厚，內側具縐褶；上下頜前方各有一對向前伸出門狀齒，扁平而有切截緣。體被大或中大鱗，頭部眼前無鱗，胸部鱗片不較體側為大；側線連續。幼魚體呈黑色，散布不規則的白色斑紋。日漸成長之後，雌魚體黑色，並密部許多白色斑點，吻部白色，尾柄白色，尾鰭紅色，具藍色邊緣；雄魚體色鮮艷，頭部呈橘紅色，並散布亮藍色斑塊，吻部灰白色，體背部及腹部呈藍黑色，其餘為灰藍色，各鱗片成亮藍色，雄鰭上部具有黑色斑塊。背鰭黑色具白色細點，臀鰭黑色具藍色斑塊，尾鰭黑白相間。體長可達17公分。

## 生態
本魚棲息在海草床，屬肉食性，以小型無脊椎動物為食，常以一雄魚與數尾雌魚活動。

## 經濟利用
可作為觀賞用魚。